# Constance Markieviczová
Constance Georgine Markieviczová (známá jako hraběnka Markieviczová, rozená Gore-Boothová; 4. února 1868, Londýn – 15. července 1927, Dublin) byla irská politička, revolucionářka, irská nacionalistka, sufražetka a socialistka. Byla první ženou zvolenou do britského parlamentu a jako ministryně práce ve vládě prvního irského parlamentu (Dáilu) se stala první ženskou ministryní Evropy.
Constance Markieviczová byla spoluzakladatelkou irského nacionalistického mládežnického hnutí Fianna Éireann, ženské paramilitantní organizace Cumann na mBan a Irské občanské armády. Zúčastnila se velikonočního povstání roku 1916, kdy se irští republikáni pokusili svrhnout britskou vládu a založit Irskou republiku. Byla odsouzena k smrti, ale dostala jako žena milost. Dne 28. prosince 1918 se stala první ženou zvolenou do Dolní sněmovny Spojeného království, ačkoli byla v té době zavřena ve věznici Holloway a v souladu s politikou bojkotu své strany Sinn Féin se nepokusila svůj mandát vykonávat. Místo toho spolu s dalšími poslanci Sinn Féin vytvořili první irský parlament (Dáil Éireann), tehdy ještě v ilegalitě. Působila pak až do své smrti jako poslankyně irského parlamentu.